# Sultan Özcan
Sultan Özcan (* 1965 in Develi) ist eine türkische Politikerin und 
seit dem 27. August 2023 Ko-Vorsitzende der Halkların Demokratik Partisi (HDP).

## Leben
Özcan wurde 1965 in Develi geboren und zog später mit ihrer Familie nach Adana. Sie arbeitete zwölf Jahre lang als Staatsbeamtin an der Çukurova Üniversitesi. Sie war zwei Amtszeiten lang Mitglied des HDP-Parteivorstands (MYK) und fungierte als Ko-Sprecherin der Kommission für Beziehungen zu Nichtregierungsorganisationen und politischen Parteien. Özcan ist seit langem in den Bereichen Frauenrechte, Arbeitsrechte und Umweltschutz aktiv. Bei den Parlamentswahlen am 7. Juni 2015 kandidierte sie für die HDP.
Am 27. August 2023 wurde sie auf dem 4. außerordentlichen Kongress der HDP zur Ko-Vorsitzenden gewählt, nachdem die vorherigen Vorsitzenden Pervin Buldan und Mithat Sancar angekündigt hatten, nicht erneut zu kandidieren.